# 怪人二十面相
怪人二十面相（日语：／ Kaijin Nijūmensō）是日本推理小說作家江戶川亂步為其一系列少年推理讀物所創造的反派角色。本名遠藤平吉（／ Endō Heikichi），是個化妝高手，可以隨心所欲地易容變裝。他膽大心細，總是用高明的手段竊取藝術品，往往在作案前先寫信警告物主，宣佈將要下手的時間。

## 小說
這名怪盜在《怪人二十面相》裡首次現身，與書中的偵探明智小五郎相互較勁。台灣東方出版社曾發行此書的中譯本，書名譯為《千面人》，書裡的這名怪盜也被稱作「千面人」。

## 真實事件
1984年至1985年，日本發生多起在食品中下毒再向企業勒索金錢的格力高·森永事件，犯人自稱「怪人二十一面相」，下毒前也會先行預告，因此此手法的犯罪被稱為「千面人」。

## 登場作品
- 『怪人20面相』 1958年11月23日～1960年6月5日　制作：日本電視台
- 『少年探偵團』 1960年11月3日～1963年9月26日　制作：富士電視台
- 『怪人四十面相』 1966年4月3日～6月26日　制作：日本電視台
- 『少年探偵團 (BD7)』1975年10月4日 - 1976年3月27日　制作：日本電視台
- 『怪人二十面相』 1977年1月7日 - 7月8日　制作：富士電視台。
- 『怪人二十面相與少年探偵團』 1983年 - 1984年　制作：關西電視台
- 『明智小五郎對怪人二十面相』 2002年8月27日　制作：TBS
- 《亂步奇譚 拉普拉斯的遊戲》 2015年7月3日－9月18日  製作: Lerche

- 遊戲「Crash Fever」